# Asura numida
Asura numida là một loài bướm đêm thuộc phân họ Arctiinae, họ Erebidae.